# Veronica spathulata
Veronica spathulata är en grobladsväxtart som beskrevs av George Bentham. Veronica spathulata ingår i släktet veronikor, och familjen grobladsväxter. Inga underarter finns listade i Catalogue of Life.